# Alexander von Krobatin
Alexander svobodný pán von Krobatin (12. září 1849 Olomouc – 27. prosince 1933 Vídeň), byl rakousko-uherský generál, vojenský pedagog a politik. V c. k. armádě sloužil od roku 1869, uplatnil se jako štábní důstojník a pedagog na několika vojenských školách. Řadu let byl vysokým úředníkem na ministerstvu války a postupoval v hodnostech. V letech 1912–1917 byl ministrem války Rakouska-Uherska. Za první světové války rezignoval na funkci ministra a jako vojevůdce byl odeslán na italskou frontu. V roce 1917 dosáhl nejvyšší vojenské hodnosti polního maršála. Po rozpadu monarchie byl penzionován a dožil v soukromí ve Vídni. 

## Biografie

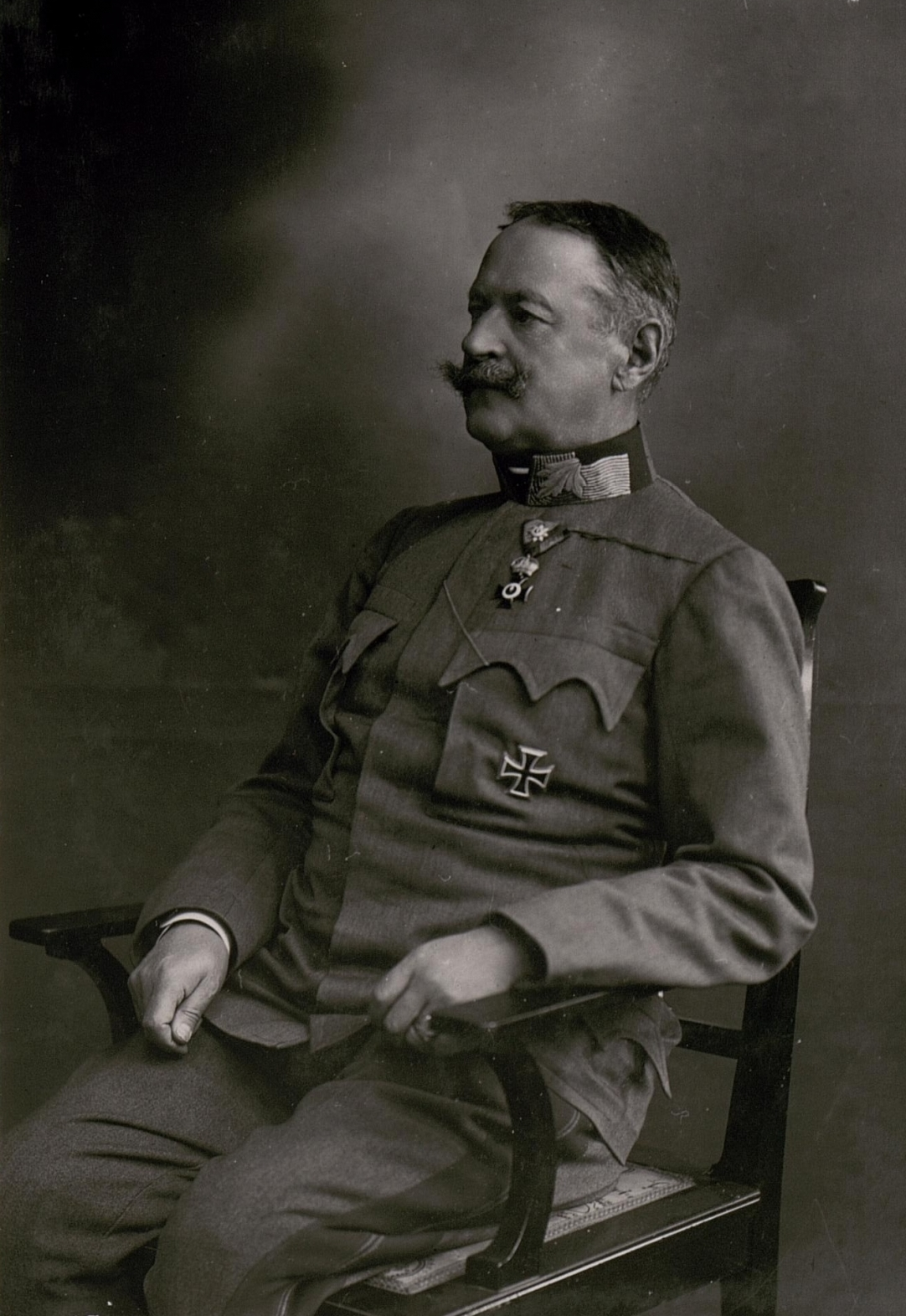
Polní podmaršál Alexander von Krobatin

Pocházel z rodiny slovinského původu, narodil se v Olomouci jako mladší syn c. k. podplukovníka Georga Krobatina (1807–1875; původní příjmení Hrovatin). První vojenskou průpravu získal na kadetní škole v Mariboru, poté v roce 1869 absolvoval Jezdeckou akademii v Hranicích. Vyřazen byl v hodnosti poručíka a vojenskou službu zahájil ve Vídni. V letech 1871–1873 také absolvoval vyšší dělostřelecký kurz a v letech 1874–1876 i kurz technické chemie na Vídeňské vysoké škole technické. V letech 1877–1882 vyučoval v hodnosti nadporučíka  (1873) a kapitána (1879) Technické vojenské akademii, byl také autorem několik učebnic chemie pro potřeby armády. V roce 1889 získal hodnost majora a stal se velitelem Dělostřelecké kadetní školy ve Vídni. Roku 1895 byl povýšen na plukovníka a stal se velitelem 1. dělostřeleckého pluku v Krakově.  Koncem října roku 1896 byl jmenován přednostou 7. odboru říšského ministerstva války a tuto funkci zastával do roku 1904, mezitím byl povýšen do hodnosti generálmajora (1900). V letech 1904–1912 zastával na ministerstvu války vysoký post sekčního šéfa a dále postupoval v hodnostech (polní podmaršál 1905, polní zbrojmistr 1910).

### Ministr války

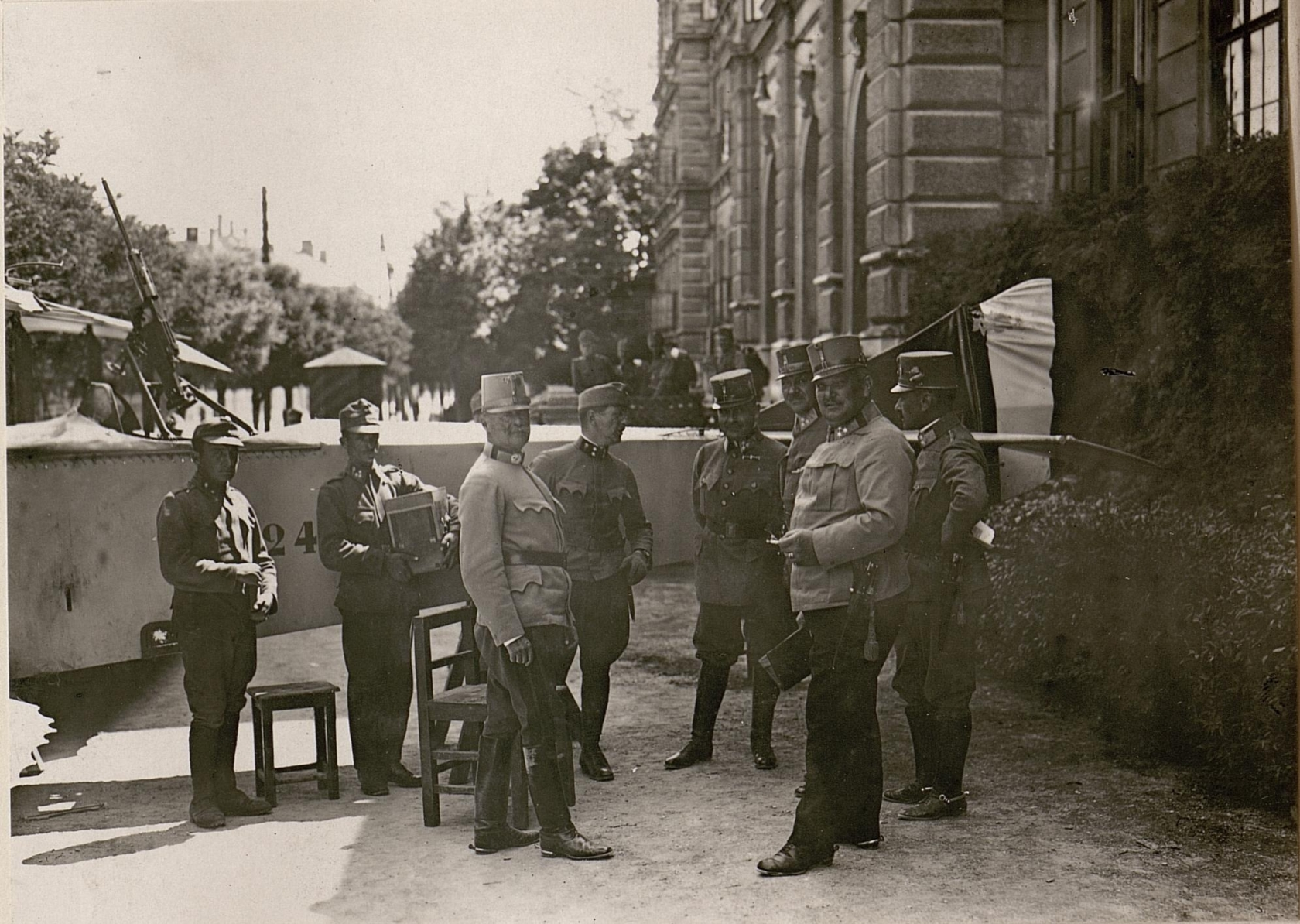
Alexander von Krobatin (uprostřed) jako velitel 10. armády na italské frontě (1917)

Od 9. prosince 1912 do 10. dubna 1917 zastával post ministra války Rakouska-Uherska (jedno ze tří společných ministerstev Rakouska-Uherska, zřízených po rakousko-uherském vyrovnání). Jeho jmenování do funkce bylo vnímáno jako posun v prosazování tvrdšího kurzu zahraniční politiky Rakouska-Uherska, jehož hlavními představiteli byli náčelník generálního štábu Franz Conrad von Hötzendorf a následník trůnu František Ferdinand d'Este. Ve funkci se zasloužil o nasazení rychlopalných děl do výzbroje armády a dokončil zavádění těžkých minometů o ráži 305 mm, které objednal pro armádu již předchozí ministr Moritz von Auffenberg. Po sarajevském atentátu byl jedním z těch, kteří volali po okamžité odvetě vůči Srbsku. Zasloužil se pak o provedení rychlé mobilizace a prvotního nástupu vojsk na bojiště. Během válečných let měl pak na starosti především zásobování armád na několika frontách. K zásadnímu obratu došlo v roce 1916 vstupem Rumunska do války na straně Trojdohody a Rakousko-Uhersko tím ztratilo předního dodavatele obilí. Krobatin se následně snažil prosadit absolutní vojenskou kontrolu nad obchodem s potravinami, s tímto návrhem ale narazil v ministerské radě. K datu 26. února 1916 jako jeden z prvních obdržel nově zřízenou hodnost generálplukovníka. Po nástupu Karla I. a odvolání náčelníka generálního štábu Conrada zůstal v nejužším vedení monarchie v izolaci se svými militantními postoji a v dubnu 1917 na vlastní žádost opustil funkci ministra války. 
K datu 8. dubna 1917 byl jmenován velitelem 10. armády na italské frontě. V říjnu 1917 se zde zapojil do těžkých bitev s Italy a vynikl účastí v bitvě u Caporetta. K datu 5. listopadu 1917 dosáhl nejvyšší možné hodnosti polního maršála. Ještě v červnu 1918 podnikl poslední pokus o rakousko-uherskou ofenzívu na italské frontě. V závěru války byl k datu 1. prosince 1918 penzionován a od té doby žil v soukromí ve Vídni. 

## Tituly a ocenění
V roce 1881 byl spolu se svými sourozenci povýšen do šlechtického stavu, v čemž byly zohledněny zásluhy jejich zemřelého otce. Jako sekční šéf na ministerstvu války obdržel v roce 1910 titul c. k. tajného rady s nárokem na oslovení Excelence. Od roku 1911 byl čestným majitelem 14. dělostřeleckého pluku dislokovaného v Innsbrucku. V roce 1915 byl povýšen do stavu svobodných pánů a v roce 1917 se stal doživotním členem Panské sněmovny. Během své vojenské kariéry obdržel řadu vyznamenání v Rakousku-Uhersku i v zahraničí.

### Rakousko-Uhersko
- Vojenský záslužný kříž III. třídy (1885)
- Řád železné koruny III. třídy (1895)
- Jubilejní pamětní medaile (1898)
- rytířský kříž Leopoldova řádu (1903)
- Řád železné koruny II. třídy (1904)
- komandérský kříž Leopoldova řádu (1908)
- Vojenský jubilejní kříž (1908)
- velkokříž Leopoldova řádu (1913)
- Vojenský záslužný kříž I. třídy s válečnou dekorací (1915)
- velkokříž Královského uherského řádu svatého Štěpána (1916)
- Vyznamenání za zásluhy o Červený kříž s válečnou dekorací (1916)
- Vojenská záslužná medaile s válečnou dekorací (1917)

### Zahraničí
- Řád lva a slunce III. třídy (Persie, 1899)
- Vojenský záslužný kříž (Španělsko, 1900)
- Řád lva a slunce II. třídy (Persie, 1902)
- Řád rumunské hvězdy (Rumunsko, 1904)
- velkokříž Řádu za vojenské zásluhy (Bulharsko, 1905)
- Řád pruské koruny I. třídy (Německo, 1907)
- Řád svaté Anny I. třídy (Rusko, 1908)
- Řád červené orlice I. třídy (Německo, 1909)
- velkokříž Řádu Albrechtova (Sasko, 1914)
- velkokříž Řádu svatého Řehoře Velikého (Papežský stát, 1914)
- Řád bílého slona I. třídy (Thajsko, 1914)
- Železný kříž II. třídy (Německo, 1914
- Železný kříž I. třídy (Německo, 1914)
- Záslužný řád bavorské koruny (Bavorsko, 1915)
- velkokříž Řádu württemberské koruny (Württembersko, 1915)
- Řád Osmanie II. třídy (Osmanská říše, 1915)
- velkokříž Řádu sv. Alexandra (Bulharsko, 1916)